# René Lego
René Lego, auch Renatus Lego, (* 5. Oktober 1764 in La Flèche; † 1. Januar 1794 in Angers) war ein französischer Priester und Märtyrer.

## Leben
Nach seiner Weihe zum Diözesanpriester (Weltpriester) war René Lego als Vikar in Le Plessis-Grammoire im Département Maine-et-Loire tätig.
Bei der Niederschlagung der Volkserhebung „Aufstand der Vendée“ gegen die Unterdrückung der katholischen Kirche durch die Erste Französische Republik verweigerte er die Ablegung des Eides auf die Republik und ging als Priester in den Untergrund. Ende Dezember 1793 wurde er gemeinsam mit seinem Bruder Jean-Baptiste Lego und anderen Priestern und Laien in La Cornuaille im Département Maine-et-Loire verhaftet. Der Führer dieser Gruppe war der Priester Guillaume Répin.
Lego wurde nach Angers gebracht, wo ihn ein Revolutionstribunal zum Tode verurteilte. Am 1. Januar 1794 wurde er am Hauptplatz von Angers, der Hauptstadt des Départements Maine-et-Loire, mit der Guillotine hingerichtet.
190 Jahre später, am 19. Februar 1984, wurde René Lego, gemeinsam mit den anderen 98 Mitgliedern dieser Märtyrergruppe von Papst Johannes Paul II. in Rom seliggesprochen. Sein katholischer Gedenktag ist der 1. Januar.